# 平泽貞通

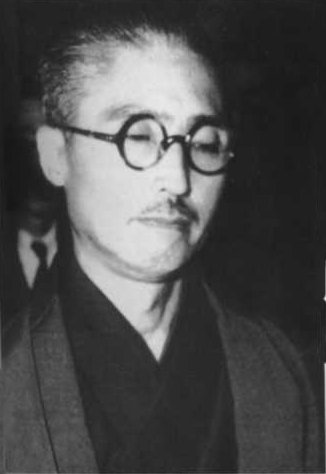
平泽贞通

平泽贞通（1892年2月18日—1987年5月10日），出生在东京府，北海道小樽市人。是一位日本的蛋彩画画家。被怀疑是帝銀事件的犯罪嫌疑人而遭到逮捕并被判处死刑，其在狱中多次请求重审的请求均被驳回。最终在被监禁了39年后，于八王子医疗监狱内因患肺炎去世。

## 生平
1911年，平泽贞通加入日本水彩画研究所。1912年，毕业于北海道小樽潮陵高中。1913年，与石井柏亭、矶部忠一等人共同参与了日本水彩画会的创立。1919年，其作品在第一届日本美術展覧会上被展出。1921年，在第9届光风会上荣获今村奖励奖。1930年，担任日本水彩画家会委员。
此时已是实力派画家的平泽贞通因涉嫌制造了1948年1月26日发生的帝銀事件，被指控为犯罪嫌疑人并于同年8月21日被警察逮捕。

平泽贞通在被捕后的审讯调查中供述了对自己不利的证词，却在审判中主张自己无罪。此案于1950年由东京地方法院判处平泽贞通死刑，1955年5月7日经最高法院核准死刑。因此案缺乏罪证，对死刑判决抱有质疑的人不在少数，这些人组织成立了“拯救平泽贞通会”。除此外，自民党的大野伴睦、日本社会党的田英夫等国会议员，作家松本清张等文艺圈人士，法律从业者等多方人士为平泽贞通案发声。考虑到多方面因素，历代法务大臣都推迟了对平泽贞通的死刑执行。最终于1987年，在被监禁了39年后、于八王子医疗监狱内因患肺炎去世，终年95岁。

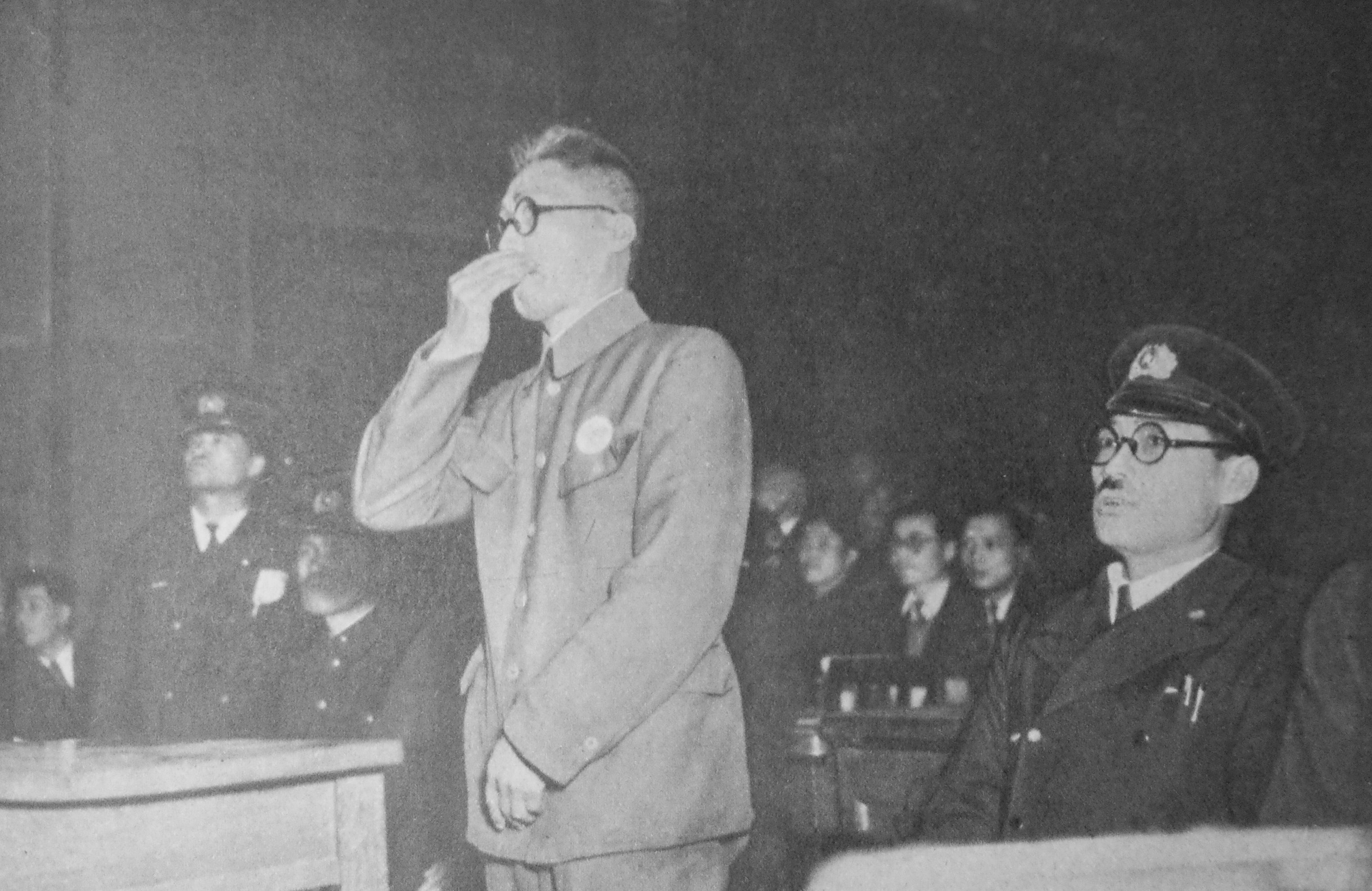
一审法庭上的平泽贞通